# Adolf Brauner
Adolf Brauner – polski „Sprawiedliwy wśród Narodów Świata”.

## Życiorys
Przed 1939 r. pracował w Łodzi dla firmy "Hirszberg i Birenbaum" prowadzonej przez Yechezkela Przybyszewicza. Był pochodzenia niemieckiego, zatem po wybuchu konfliktu został dyrektorem firmy. W trakcie II wojny światowej zaangażował się w pomoc ludności żydowskiej. Łamiąc zasady, pomagał swoim dawnym pracodawcom, rodzinie Przybyszewiczów. Pewnego razu obronił Yechezkela, gdy ten idąc ulicą z opaską z gwiazdką dawida na ramieniu został zaatakowany. Brauner ukrył ponadto rodzinne kosztowności, zapewnił też im wyjazd do Warszawy. W Warszawie przetrwała tylko ich córka Lusia, dla której Brauner zdobył aryjskie papiery na nazwisko Bogucka. Reszta rodziny (Yechezkel, jego żona i syn Bolesław) zginęła w wyniku akcji likwidacyjnej w warszawskim getcie. Lusia Przybyszewicz, przy pomocy swojego opiekuna, wydostała się z getta i znalazła pracę w Niemczech. Brauner ukrywał też w specjalnej kryjówce swoją żonę, Żydówkę, i synka Gerharda.
18 grudnia 1981 r. Instytut Jad Waszem uhonorował Adolfa Braunera medalem „Sprawiedliwy wśród Narodów Świata”.